# 花貓捲管螺
花貓捲管螺（学名：Philbertia felina）为捲管螺科粗切嘴螺屬下的一个种。